# Bobby Collins
Robert Young "Bobby" Collins, född 16 februari 1931 i Govanhill i Glasgow, död 13 januari 2014 i Leeds, var en skotsk fotbollsspelare och manager. 
Collins var framgångsrik mittfältare i Celtic, Everton samt Leeds United, där han som lagkapten ledde Leeds från en medikor plats i division 2 till den absoluta toppen av engelsk fotboll i början av lagets storhetstid i mitten av 1960-talet. Han anses av många vara den mest inflytelserika spelaren till denna förvandling i Leeds. Under sin 25-åriga spelarkarriär med början 1949 fram till 1974 spelade han över 600 ligamatcher och gjorde mer än 150 mål. Efter spelarkarriären blev han manager Huddersfield Town AFC, därefter Hull City AFC och Barnsley FC samt hade olika uppdrag som tränare.
Han spelade dessutom i skotska landslaget 31 gånger där han gjorde 10 mål mellan 1950 och 1965 samt bland annat deltog i Världsmästerskapet i fotboll 1958 i Sverige.
Collins blev utsedd till Årets spelare i England 1965.